# UEFA Euro 2008 (jeu vidéo)
 (juillet 2017).
Si vous disposez d'ouvrages ou d'articles de référence ou si vous connaissez des sites web de qualité traitant du thème abordé ici, merci de compléter l'article en donnant les références utiles à sa vérifiabilité et en les liant à la section « Notes et références ».
UEFA Euro 2008 est le jeu vidéo de football officiel du championnat de football Euro 2008. Il existe sur PlayStation 2 et 3, la Xbox 360, la PlayStation Portable et sur PC.

## Bande-son
Les musiques suivantes figurent dans le jeu. On peut remarquer que tous les morceaux sont en anglais à l'exception d'un, en allemand, de Rammstein, et d'un autre, en français, de Yelle.
| Artiste                     | Musique                                     | Album                                | Langage  | Pays       |
| --------------------------- | ------------------------------------------- | ------------------------------------ | -------- | ---------- |
| Carolina Liar               | I'm Not Over                                | Coming to Terms                      | Anglais  | États-Unis |
| Crystal Castles             | Air War                                     | Crystal Castles                      | Anglais  | Canada     |
| Yelle                       | À Cause des Garçons (Riot in Belgium Remix) | Pop Up                               | Français | France     |
| The Pigeon Detectives       | I'm Not Sorry                               | Wait For me                          | Anglais  | Angleterre |
| Boys Noize                  | Don't Believe The Hype                      | Oi Oi Oi                             | Anglais  | Allemagne  |
| Datarock                    | I Used To Dance With My Daddy               | Datarock Datarock                    | Anglais  | Norvège    |
| Ejectorseat                 | Attack Attack Attack                        | Attack Attack Attack                 | Anglais  | Angleterre |
| Infected Mushroom           | Becoming Insane                             | Vivious Delicious                    | Anglais  | Israël     |
| Junkie XL Feat. Electrocute | Mad Pursuit                                 | Booming Back At You                  | Anglais  | Pays-Bas   |
| Karoshi Bros.               | Love The World                              | Karoshi Bros.                        | Anglais  | Angleterre |
| Look See Proof              | Casualty                                    |                                      | Anglais  | Angleterre |
| The Magic Numbers           | Take A Chance                               | Those the Brokes                     | Anglais  | Angleterre |
| Mendetz                     | The Boola Shines In A Pink Neon Room        | The Boola Shines In A Pink Neon Room | Anglais  | Espagne    |
| Mexicolas                   | Come Clean                                  | X                                    | Anglais  | Angleterre |
| Operator Please             | Get What You Want                           | Yes Yes Vindictive                   | Anglais  | Australie  |
| Pete and the Pirates        | Come On Feet                                | Little Death                         | Anglais  | Angleterre |
| The Features                | I Will Wonder                               | Contrast                             | Anglais  | États-Unis |
| The Magnificents            | Get It Boy                                  | Year Of Explorers                    | Anglais  | Écosse     |
| The Young Punx              | Your Music Is Killing Me                    | Your Music Is Killing Me             | Anglais  | Angleterre |
| Rammstein                   | Keine Lust                                  | Reise, Reise                         | Allemand | Allemagne  |